# Oscaruddelingen 1957
Oscaruddelingen 1957 var den 29. oscaruddeling, hvor de bedste film fra 1956 blev hædret af Academy of Motion Picture Arts and Sciences. Uddelinge blev afholdt 27. marts i både Hollywood og New York samtidig. Uddelingen blev over radio og tv af NBC. Kategorien oscar for bedste udenlandske film blev introduceret ved uddelingen. Det var første gang prisen blev uddelt i en selvstændig kategori, og ikke som en speciel ærespris. Det var også første gang alle filmene, nomineret til Oscar for bedste film, var i farver. 
James Dean modtog sin anden nominering efter sin død, og blev dermed den eneste nogensinde der har fået 2 nomineringer efter sin død, uden at vinde.

## Priser
| Bedste Film | Bedste Instruktør |
| --- | --- |
| - Jorden rundt i 80 dage - Folket i den lykkelige dal - Giganten - Kongen og jeg - De ti bud | - George Stevens – Giganten - Michael Anderson – Jorden rundt i 80 dage - William Wyler – Folket i den lykkelige dal - Walter Lang – Kongen og jeg - King Vidor – Krig og fred |
| Bedste Mandlige Hovedrolle | Bedste Kvindelige Hovedrolle |
| - Yul Brynner – Kongen og jeg - James Dean – Giganten - Rock Hudson – Giganten - Kirk Douglas – Filmen om Van Gogh - Laurence Olivier – Richard III | - Ingrid Bergman – Anastasia - Carroll Baker – Baby Doll - Nancy Kelly – Ondskabens sæd - Deborah Kerr – Kongen og jeg - Katharine Hepburn – Regnmageren |
| Bedste Mandlige Birolle | Bedste Kvindelige Birolle |
| - Anthony Quinn – Filmen om Van Gogh - Mickey Rooney – Mellem himmel og helvede - Don Murray – Bus Stop - Anthony Perkins – Folket i den lykkelige dal - Robert Stack – Dårskabens timer | - Dorothy Malone – Dårskabens timer - Mildred Dunnock – Baby Doll - Eileen Heckart – Ondskabens sæd - Patty McCormack – Ondskabens sæd - Mercedes McCambridge – Giganten |
| Bedste Originale Manuskript | Bedste Filmatisering |
| - Le Ballon rouge – Albert Lamorisse - Mellem himmel og helvede – Robert Lewin - Julie – Andrew L. Stone - Plyds og papegøjer – William Rose - La Strada – Federico Fellini og Tullio Pinelli | - Jorden rundt på 80 dage – James Poe, John Farrow og S. J. Perelman - Baby Doll – Tennessee Williams - Folket i den lykkelige dal – Michael Wilson - Giganten – Ivan Moffat og Fred Guiol - Filmen om Van Gogh – Norman Corwin |
| Bedste Historie | Bedste Udenlandske Film |
| - Min bedste ven, Gitano – Dalton Trumbo - Bristede strenge – Leo Katcher - High Society – Edward Bernds og Elwood Ullman - De hovmodige – Jean-Paul Sartre - Umberto – Cesare Zavattini | - La Strada ( Italien) - Biruma no tategoto ( Japan) - Gervaise ( Frankrig) - Der Hauptmann von Köpenick ( Tyskland) - Qivitoq ( Danmark) |
| Bedste Dokumentar | Bedste Korte Dokumentar |
| - The Silent World - The Naked Eye - Where Mountains Float | - The True Story of the Civil War - A City Decides - The Dark Wave - The House Without a Name - Man in Space |
| Bedste Kortfilm, One-Reel | Bedste Kortfilm, Two-Reel |
| - Crashing the Water Barrier - I Never Forget a Face - Time Stood Still | - The Bespoke Overcoat - Cow Dog - The Dark Wave - Samoa |
| Bedste Korte Animationsfilm | |
| - Mister Magoo's Puddle Jumper - Gerald McBoing-Boing on Planet Moo - The Jay Walker | |
| Bedste Drama- eller komediemusik | Bedste Musicalmusik |
| - Jorden rundt på 80 dage – Victor Young - Anastasia – Alfred Newman - I stillehavets helvede – Hugo Friedhofer - Giganten – Dimitri Tiomkin - Regnmageren – Alex North | - Kongen og jeg – Alfred Newman og Ken Darby - Det musikalske trekløver – Lionel Newman - Bristede strenge – Morris Stoloff og George Duning - High Society – Johnny Green og Saul Chaplin - Mød mig i Las Vegas – George Stoll og Johnny Green |
| Bedste Sang | Bedste Lydoptagelse |
| - "Que Sera, Sera (Whatever Will Be, Will Be)" fra Manden der vidste for meget – Musik og Tekst af Jay Livingston og Ray Evans - "Friendly Persuasion (Thee I Love)" fra Folket i den lykkelige dal – Musik af Dimitri Tiomkin; Tekst af Paul Francis Webster - "True Love" fra High Society – Musik og Tekst af Cole Porter - "Julie" fra Julie – Musik af Leith Stevens; Tekst af Tom Adair - "Written on the Wind" fra Dårskabens timer – Musik af Victor Young; Tekst af Sammy Cahn | - Kongen og jeg – Carlton W. Faulkner, Twentieth Century-Fox Studio Sound Department - Min bedste ven, Gitano – Buddy Myers, RKO Radio Studio Sound Department - Bristede strenge – John Livadary, Columbia Studio Sound Department - Folket i den lykkelige dal – Gordon R. Glennan og Gordon Sawyer, Westrex Sound Services, Inc. and Samuel Goldwyn Studio Sound Department - De ti bud – Loren L. Ryder, Paramount Studio Sound Department |
| Bedste Scenografi, Sort og Hvid | Bedste Scenografi, Farver |
| - Kampen mod fortiden – Cedric Gibbons, Malcolm F. Brown, Edwin B. Willis og F. Keogh Gleason - De syv samuraier – Takashi Matsuyama - En cadillac af guld – Ross Bellah, William R. Kiernan og Louis Diage - Teenage Rebel – Lyle R. Wheeler, Jack Martin Smith, Walter M. Scott og Stuart A. Reiss | - Kongen og jeg – Lyle R. Wheeler, John DeCuir, Walter M. Scott og Paul S. Fox - Jorden rundt på 80 dage – James W. Sullivan, Ken Adam og Ross J. Dowd - Giganten – Boris Leven og Ralph S. Hurst - Filmen om Van Gogh – Cedric Gibbons, Hans Peters, Preston Ames, Edwin B. Willis og F. Keogh Gleason - De ti bud – Hal Pereira, Walter H. Tyler, Albert Nozaki, Sam M. Comer og Ray Moyer                                                   |
| Bedste Fotografering, Sort og Hvid | Bedste Fotografering, Farver |
| - Kampen mod fortiden – Joseph Ruttenberg - Baby Doll – Boris Kaufman - Ondskabens sæd – Harold Rosson - Jo hårdere falder de – Burnett Guffey - Stagecoach to Fury – Walter Strenge | - Jorden rundt på 80 dage – Lionel Lindon - Bristede strenge – Harry Stradling - Kongen og jeg – Leon Shamroy - De ti bud – Loyal Griggs - Krig og fred – Jack Cardiff |
| Bedste Kostumer, Sort og Hvid | Bedste Kostumer, Farver |
| - En Cadillac af guld – Jean Louis - The Power and the Prize – Helen Rose - The Proud and Profane – Edith Head - De syv samuraier – Kohei Ezaki - Teenage Rebel – Charles LeMaire og Mary Wills | - Kongen og jeg – Irene Sharaff - Jorden rundt på 80 dage – Miles White - Giganten – Moss Mabry og Marjorie Best - De ti bud – Edith Head, Ralph Jester, John Jensen, Dorothy Jeakins og Arnold Friberg - Krig og fred – Marie De Matteis |
| Bedste Klipning | Bedste Visuelle Effekter |
| - Jorden rundt på 80 dage – Gene Ruggiero og Paul Weatherwax - Min bedste ven, Gitano – Merrill G. White - Giganten – William Hornbeck, Philip W. Anderson og Fred Bohanan - Kampen mod fortiden – Albert Akst - De ti bud – Anne Bauchens | - De ti bud – John Fulton - Kampen på dødskloden – A. Arnold Gillespie, Irving Ries og Wesley C. Miller |

### Ærespris
- Eddie Cantor

### Irving G. Thalberg Memorial Award
- Buddy Adler

### Jean Hersholt Humanitarian Award
- Y. Frank Freeman